# Василе Яшинськи
Василе Яшинськи (рум. Vasile Iaşinschi, *7 грудня 1892 Бурла, жудець Редеуць — †3 листопада 1978, Мадрид, Іспанія) — один із діячів румунського руху «Залізна гвардія», міністр у Легіонерському уряді 1940-1941.

### На еміграції в Іспанії
1951 був редактором видання «Циркуляри, листи, поради, думки», Мадрид. У наступному році опублікував у Барселоні працю «Румунські легіонери Моца і Марин». З 1952 керував легіонерським журналом «Libertatea», які видавалися в Мадриді.
Після реорганізації легіонерської руху очолював у вигнанні його керівні органи до своєї смерті в 1978.